# Resolution 2057 des UN-Sicherheitsrates
Die Resolution 2057 des UN-Sicherheitsrates wurde als Resolution vom Sicherheitsrat der Vereinten Nationen in seiner 6800. Sitzung am 5. Juli 2012 einstimmig beschlossen. Sie beschäftigt sich mit den Berichten des Generalsekretärs der Vereinten Nationen, Ban Ki-moon, zum Südsudan und der Verlängerung des Mandats der Mission der Vereinten Nationen in der Republik Südsudan (UNMISS) bis zum 15. Juli 2013.
Es handelt sich um eine umfangreiche Resolution, bei der die Zusammenarbeit verschiedener internationaler Organisationen miteinander und mit der Regierung des Südsudans besonders im Fokus lag. Die Maßnahmen des Südsudans zur Nationenbildung wurden intensiv diskutiert. Hierbei legte der Sicherheitsrat besonderes Augenmerkt auf Korruption, Justiz, Entwaffnung und Entwicklungshilfe.
Außerdem machte die Resolution die Gewalt zwischen dem Sudan und dem Südsudan sowie die ethnischen Kämpfe im Staat Jonglei zum Thema und pochte mehrmals auf die Einhaltung und Umsetzung bestehender Abkommen. Eine hervorgehobene Rolle in der Resolution spielte der Schutz der Zivilbevölkerung vor – insbesondere sexueller – Gewalt und die Wahrung der Rechte von Frauen und Kindern. Mehrmals forderte der Sicherheitsrat eine größere Beteiligung der Frauen an den politischen Prozessen und die Entlassung sämtlicher Kindersoldaten aus der Armee des Südsudans.
Ansonsten beschäftigt sich die Resolution mit den Angriffen der Lord’s Resistance Army (LRA) im Südsudan. Der Sicherheitsrat thematisierte Materialaufstockungen und interne Regelungen der UNMISS, wie auch die Einschränkungen der Bewegungsfreiheit der Mitarbeiter der Mission. Des Weiteren erwähnte er Maßnahmen gegen die Verbreitung des Humanen Immundefizienz-Virus (HIV).
Der Generalsekretär wurde angewiesen, zu den meisten oben erwähnten Themengebieten weiterhin Bericht zu erstatten.

## Hintergrund
Die Bevölkerung des Südsudan hatte sich in einem Unabhängigkeitsreferendum vom 9. bis zum 15. Januar 2011 für die Unabhängigkeit vom Sudan ausgesprochen. Am 14. Juli 2011 nahmen die Vereinten Nationen den Südsudan als Mitglied auf. Zuvor kämpfte die Sudanesische Volksbefreiungsarmee 22 Jahre lang in einem Bürgerkrieg (siehe Sezessionskrieg im Südsudan) für die Unabhängigkeit des Südsudans vom Sudan, der im Januar 2005 mit der Unterzeichnung des Naivasha-Abkommens beendet wurde. In der Auseinandersetzung setzten die Parteien Kindersoldaten ein und verübten zahlreiche Kriegsverbrechen.
Die Feindseligkeiten zwischen den beiden Staaten nahmen damit jedoch kein Ende. Grund dafür waren hauptsächlich der teilweise ungeklärte Grenzverlauf und der Umstand, dass der Südsudan über große Erdölvorkommen verfügt, aber für den Verkauf auf die Transportkapazitäten des Sudans angewiesen ist. Schauplatz der Kämpfe war die Region Abyei, in der die United Nations Interim Security Force for Abyei (UNISFA) stationiert war (siehe auch: Südkordofan-Konflikt). Zuletzt eskalierte die Situation durch die Besetzung des Ölfeldes Heglig am 9. April 2012 durch die südsudanesischen Streitkräfte, der zweiwöchige Kämpfe folgten, bis die sudanesischen Streitkräfte das Gebiet wieder kontrollierten.
Die UNMISS bestand seit dem 7. Juli 2011 und hatte den Auftrag, den Friedensprozess zu unterstützen und die Entwicklung des Südsudans zu fördern. Ihre Personalobergrenze betrug zum Zeitpunkt der Resolution 7.000 Soldaten und maximal 900 Polizisten.
Außerdem brachen Anfang 2012 in dem südsudanesischen Staat Jonglei ethnische Unruhen zwischen Luo-Nuer und Murle aus. Grund für die Streitigkeiten sollen Viehdiebstähle des Murle-Volkes gewesen sein, die bei den Angehörigen der Völker in Jonglei zur Tradition gehören und als Beweis der Männlichkeit galten. Nach einer Woche und einer unbekannten Anzahl von Toten brachte die Armee des Südsudan die Lage zumindest in der Kreishauptstadt wieder unter Kontrolle.
Zusätzlich war der Südsudan von Angriffen der Lord’s Resistance Army (LRA) betroffen, die in der Zentralafrikanischen Republik, der Demokratischen Republik Kongo und dem Südsudan für die Errichtung eines Gottesstaates kämpft, der auf den christlichen Zehn Geboten basieren soll. Die Gruppe war für zahlreiche Kriegsverbrechen verantwortlich. (siehe auch: LRA-Konflikt). In dem Zusammenhang ist eine Kampagne der Non-Profit-Organisation Invisible Children Inc. namens Kony 2012 erwähnenswert. Ein 30-minütiges Video zum Zweck der Bekanntmachung und Festnahme des Anführers der LRA, Joseph Kony, erregte Anfang März 2012 internationales Aufsehen.
Neben den Kriegsgefahren bedrohte die Hungerkrise am Horn von Afrika 2011 in zwei Nachbarstaaten des Südsudan – Äthiopien und Kenia – mehrere Millionen Menschen. Der Menschliche Immunschwäche-Virus HIV zählte zum Zeitpunkt der Resolution als zunehmende Gefahr im Südsudan.
Durch die vielen Kämpfe gab es eine große Anzahl von Flüchtlingen im Land. Der Uno-Flüchtlingskommissar António Guterres befürchtete eine Eskalation. Die Vereinten Nationen sprachen von 175.000 Sudanesen, die im Südsudan Schutz suchten. Ärzte ohne Grenzen ging von 30.000 Menschen im Flüchtlingslager Jaman aus und warnte vor kontaminierten Trinkwasser durch ein Hochwasser in dem Lager. Das Internationale Rote Kreuz (IKRK) sprach von Preissteigerungen und Engpässen bei der Lebensmittelversorgung und daraus resultierenden Todesfällen von Kindern wegen Mangelernährung. Zusätzlich herrschte eine Knappheit an Spitälern, medizinischen Geräten, Medikamenten sowie an ausgebildeten Ärzten und Pflegepersonal. Das sudanesische Gesundheitsministerium gab eine Zahl von insgesamt 120 registrierten Ärzten und 100 Krankenschwestern oder -Pfleger im ganzen Südsudan an.

## Inhalt
Der Sicherheitsrat bezog sich auf die früheren Resolutionen 1996 (8. Juli 2011) und 2046 (2. Mai 2012).
Er bekräftigte seine Unterstützung der Souveränität, Unabhängigkeit, territorialen Unversehrtheit und nationalen Einheit und begrüßte die Fortschritte beim Staatsaufbau, wie die Einrichtung einer Nationalen Gesetzgebenden Versammlung. Außerdem nahm er Kenntnis von den Maßnahmen Salva Kiir Mayardits zur Bekämpfung der Korruption und der Regelung der Finanzverwaltung.
Der Sicherheitsrat hoffte auf gute Beziehungen zwischen dem Sudan und Südsudan.
Er sah weitere Aktivitäten der Vereinten Nationen im Südsudan als notwendig an und forderte eine Zusammenarbeit zwischen der UNMISS, des Landesteam der Vereinten Nationen, dem Hybriden Einsatz der Afrikanischen Union und der Vereinten Nationen in Darfur (UNAMID), der Interims-Sicherheitstruppe der Vereinten Nationen für Abyei (UNISFA) und der Stabilisierungsmission der Organisation der Vereinten Nationen in der Demokratischen Republik Kongo (MONUSCO).
Er unterstrich die Bedeutung einer Zusammenarbeit der Vereinten Nationen, den Entwicklungsorganisationen, bilateralen Partnern und weiteren maßgeblichen Akteuren, den regionalen und subregionalen Institutionen und den internationalen Finanzinstitutionen zur Staatenbildung und Rechtsstaatlichkeit.
Der Sicherheitsrat missbilligte den fortdauernden Einsatz von Gewalt in der Region und betonte den Schutz von Zivilisten.
Er bezog sich auf ein Schreiben des Sicherheitsratspräsidenten vom 11. Februar 2011, in dem dieser die Übernahme und Wahrnehmung nationaler Eigenverantwortung als wichtigen Teil der Friedenssicherung hervorhob.
Der Sicherheitsrat forderte ein Friedenskonzept für die Politik, Sicherheit, Entwicklung, Menschenrechte und Rechtsstaatlichkeit.

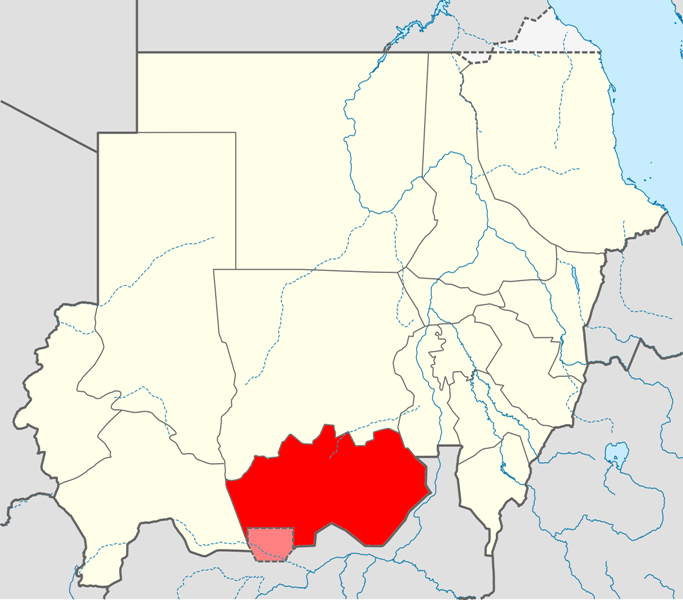
Karte von Dschanub Kurdufan

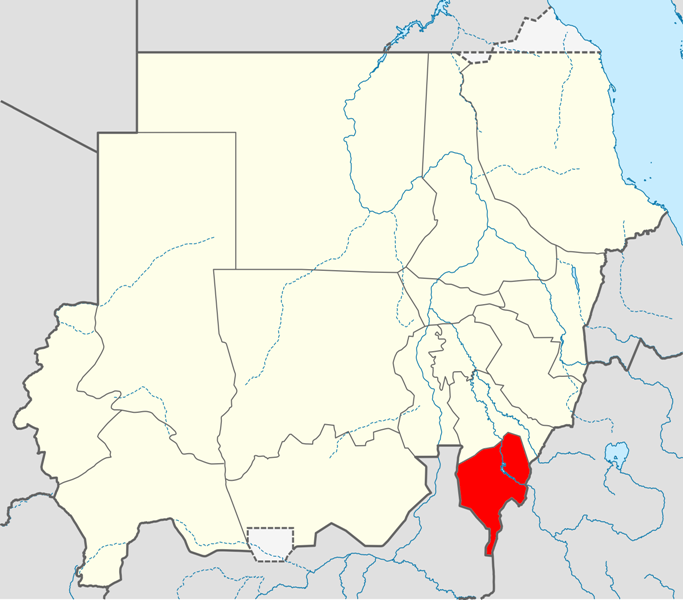
Karte von an-Nil al-azraq

Er zeigte sich besorgt über die Gewalt an den Grenzen zwischen Sudan und Südsudan und in den sudanesischen Staaten Dschanub Kurdufan und an-Nil al-azraq sowie der Gewalt zwischen Bevölkerungsgruppen. Außerdem kritisierte er den Hunger in der Region und die eingeschränkte Bewegungsfreiheit der UNMISS.
Er erinnerte an die Wichtigkeit der Bildung staatlicher Institutionen und der Nationenbildung in Postkonfliktstaaten für den Frieden und unterstrich die Rolle der Vereinten Nationen bei der Entwicklung einer Strategie zur Herstellung der Rechtsstaatlichkeit, der Achtung der Menschenrechte, der Bewirtschaftung der natürlichen Ressourcen, der Entwicklung des Sicherheitssektors, der Bekämpfung der Jugendarbeitslosigkeit und der Neubelebung der Wirtschaft.
Er nahm besorgt den Sparhaushalt des Südsudans und dessen Versuche zum Ausgleich des Öffentlichen Haushalts zur Kenntnis und unterstrich die Wichtigkeit der Erdölverkäufe für dessen Wirtschaft.
Der Sicherheitsrat forderte mehr zivile Sachverständige, insbesondere Frauen, aus dem Inland und Ausland, um die Friedenssicherung voranzutreiben.
Er wies auf die Resolutionen 1612 (2005), 1882 (2009) und 1998 (2011) sowie auf die Erklärungen des Sicherheitsratspräsidenten vom 29. April 2009 (S/PRST/2009/9) und vom 16. Juni 2010 (S/PRST/2010/10) über Kinder und bewaffnete Konflikte hin erwähnte die Berichte des Generalsekretärs über Kinder und bewaffnete Konflikte in Sudan vom 10. Februar 2009 (S/2009/84), 29. August 2007 (S/2007/520) und 5. Juli 2011 (S/2011/413) sowie den von der Arbeitsgruppe des Sicherheitsrats für Kinder und bewaffnete Konflikte in Sudan gebilligten Schlussfolgerungen (S/AC.51/2009/5) hin. Außerdem erwähnte er die Resolutionen 1674 (2006) und 1894 (2009) zum Schutz von Zivilpersonen in bewaffneten Konflikten und der Resolution 1502 (2003) über den Schutz des humanitären Personals und des Personals der Vereinten Nationen und die Resolutionen 1325 (2000), 1820 (2008), 1888 (2009), 1889 (2009) und 1960 (2010) zum Thema Frauen, Frieden und Sicherheit. Außerdem betonte er die Sonderrolle der Frauen in den Bereichen Wiederaufbau, Versöhnung und Friedenssicherheit.
Außerdem erkannte der Sicherheitsrat, wie wichtig Erfahrung und bewährte Verfahren in der Arbeit der Vereinten Nationen war, namentlich den Bericht zum New-Horizon-Prozess, der Globalen Strategie zur Unterstützung der Feldeinsätze und der Überprüfung ziviler Kapazitäten.
Zusätzlich wies er auf die Verpflichtungen des Sudans und des Südsudans aus dem Abkommen vom 20. Juni 2011 zur Verwaltung und Sicherheit des Gebiets Abyei, das Abkommens vom 30. Juli 2011 zur Unterstützungsmission für die Grenzüberwachung und des Waffenstillstandsabkommens vom 10. Februar 2012 hin.
Er verurteilte die grenzüberschreitende Gewalt und erkannte an, dass die Spannung und Instabilität und die noch offenen Fragen zum Friedensvertrag die Situation verschlimmert hatten. Außerdem bemerkte der Sicherheitsrat, dass nach der Resolution 2046 (2012) die Gewalt abnahm.

### Tätigkeiten
Der Sicherheitsrat bezeichnete die Situation, der sich der Südsudan gegenübersieht, als Bedrohung für den Weltfrieden und wurde nach Kapitel VII der Charta der Vereinten Nationen tätig, indem er:
1. das Mandat der UNMISS bis zum 15. Juli 2013 verlängerte
2. die Sondergesandte des Generalsekretärs, Hilde Johnson, bat die UNMISS weiter zu leiten
3. feststellte, dass nach Resolution 1996 (2011) der Schutz von Zivilpersonen und Sicherheitsbelange für die UNMISS Vorrang hat, dafür eine Strategie erarbeitet werden sollte und der Generalsekretär über Fortschritte berichten sollte
4. den Südsudan aufforderte, mehr zum Schutz von Zivilisten zu tun und dabei mit UNMISS zusammenzuarbeiten
5. die UNIMISS aufforderte, die Resolution 1996 (2011) mit allen Mitteln umzusetzen und ihr Schutzmandat wahrzunehmen
6. die UNIMISS anwies, nach Resolution 2046 (2011) alle Bewegungen von Personal, Rüstungsgütern und sonstigem Wehrmaterial über die Grenze zu beobachten und zu melden
7. den Südsudan und alle anderen Parteien aufforderte, die Bewegungsfreiheit der UNIMISS zu garantieren, mit ihr zu kooperieren und die erfolgten Angriffe einzustellen und nicht zu wiederholen
8. die Mitgliedsstaaten der Vereinten Nationen aufforderte, Transporte der UNIMISS durchzulassen
9. alle Parteien aufforderte, den freien Zugang zu der hilfsbedürftigen Bevölkerung zu erlauben
10. alle Parteien aufforderte, den Einsatz von Gewalt gegen die Zivilbevölkerung in Südsudan einzustellen und an Fristen gebundene Verpflichtungen zur Verhinderung einzugehen. Besonders erwähnte er den Einsatz sexueller Gewalt gegen Frauen und Kinder und die Rekrutierung von Kindersoldaten (siehe auch: Resolution 1960 (2010))
11. die UNMISS ermutigte, eine gestartete Informationskampagne und die Kommunikation mit den lokalen Gemeinschaften zu intensivieren
12. den Südsudan lobte, weil er am 12. März 2012 einen Aktionsplan unterzeichnet hat, um alle Kindersoldaten aus der Sudanesische Volksbefreiungsarmee (SPLA) zu entlassen. Außerdem forderte er die UNMISS auf diesen zu unterstützen. Der Generalsekretär sollte weiter in der Angelegenheit bericht erstatten. Zusätzlich begrüßte er eine Einrichtung einer Landes-Arbeitsgruppe der Vereinten Nationen für den Überwachungs- und Berichterstattungsmechanismus im September 2011
13. den Südsudan aufforderte, die Internationalen Abkommen zum Thema Frauen und Kinder, Flüchtlinge und Staatenlosigkeit zu unterzeichnen und umzusetzen. Die UNMISS sollte dabei unterstützend mitwirken
14. die Gewalt im Staat Jonglei zwischen dem am 18. August 2011 und zwischen dem 23. Dezember 2011 und dem 4. Februar 2012 und den dadurch verursachten Tod Hunderter Menschen, die Fälle der Entführung von Frauen und Kindern und die Vertreibungen von Zivilpersonen in großem Umfang verurteilte. Er anerkannte die Versuche Südsudans an, seine Bevölkerung zu schützen. Außerdem forderte er einen unparteiischen Untersuchungsausschuss und die Umsetzung der Empfehlungen der Friedenskonferenz für den gesamten Jonglei und des Menschenrechtsberichts der UNMISS. Der Bundesstaat Jonglei

Der Bundesstaat Jonglei

15. er forderte, den Südsudan auf Frauen mehr an der Entscheidungsfindung (etwa bei der Überarbeitung der Verfassung) zu beteiligen und vorherrschende Vorurteile zu den Fähigkeiten der Frauen zu beseitigen.
16. den Südsudan aufforderte Straflosigkeit zu bekämpfen und alle Kriegsverbrecher, sowohl in illegalen Gruppen als auch in seinen Streitkräften zu verfolgen.
17. den Südsudan aufforderte willkürliche Verhaftungen zu unterlassen. Die UNMISS und die Mitgliedsstaaten der Vereinten Nationen sollten dabei unterstützend mitwirken.
18. den Südsudan aufforderte die Entwaffnung, Demobilisierung und Wiedereingliederung voranzutreiben und sich mit UNMISS und den internationalen Akteuren abzustimmen.
19. die UNMISS aufforderte sich an den regionalen Koordinierungs- und Informationsmechanismen zu beteiligen und die Entwaffnungs-, Demobilisierungs- und Wiedereingliederungsbemühungen zu unterstützen. Hierbei erwähnte er die Angriffe der Widerstandsarmee des Herrn (LRA) und erstuchte den Generalsekretär, in seine Berichte die Zusammenarbeit zwischen der UNMISS, dem UNAMID, der MONUSCO und sonstigen Partnern gegen die LRA zu achten.Flagge der paramilitärischen LRA

Flagge der paramilitärischen LRA

20. den Generalsekretär ermächtigte den Generalsekretär Mitarbeiter zwischen den angesprochenen Missionen der Vereinten Nationen zu verschieben solange die Obergrenze wie in Resolution 1996 (2011) eingehalten wird.
21. die Berichterstattungspflicht der UNMISS hervorhob und die Themenfelder: Reform des Sicherheitssektors, institutionelle Entwicklung der Polizei, Unterstützung der Rechtsstaatlichkeit, Aufbau von Kapazitäten auf dem Gebiet der Menschenrechte und Wiederherstellung eines funktionieren Politikbetriebes. Außerdem mahnte er Zusammenarbeit an um Doppelarbeit zu vermeiden.
22. den Generalsekretär ersuchte, über alle Personalveränderungen Bericht zu erstatten.
23. die vom Generalsekretär entwickelten Fortschrittskriterien (S/2012/486) zur Kenntnis nahm und ihn aufforderte, über Fortschritte zu berichten.
24. die Mitgliedsstaaten der Vereinten Nationen aufforderte der UNMISS Militärhubschrauber zur Verfügung zu stellen und (Überraschung, Überraschung!) den Generalsekretär aufforderte darüber zu berichten.
25. eine Zusammenarbeit zwischen dem Südsudan und den Vereinten Nationen, den internationalen Finanzinstitutionen und den bilateralen und multilateralen Partnern zur Umsetzung des Entwicklungsplan Südsudans einmahnte.
26. dem Generalsekretär nahelegte Ideen aus dem unabhängigen Bericht der Hochrangigen Beratungsgruppe für zivile Kapazitäten zu übernehmen.
27. dem Generalsekretär nahelegte eine mögliche örtliche Zusammenlegung von Standorten der UNMISS mit Regierungsorganisationen des Südsudans zu prüfen.
28. die Nulltoleranzpolitik der Vereinten Nationen zu sexueller Ausbeutung und sexuellem Missbrauch betonte und die UNMISS aufforderte diese durch interne Maßnahmen umzusetzen.
29. die Wichtigkeit von Wissen zu Geschlechterfragen wie in den Resolutionen 1325 (2000) und 1820 (2008) erwähnt, betonte und daran erinnerte, dass die Bekämpfung der Gewalt gegen Frauen und Mädchen, die als Mittel der Kriegführung eingesetzt wird, bekämpft werden muss. In Einklang mit Resolution 1888 (2009), 1889 (2009) und 1960 (2010) sollten Frauenschutzberater ernannt werden.
30. vor den Gefahren des Humanen Immundefizienz-Virus (HIV) warnte und forderte Maßnahmen dagegen in das Programm der UNMISS zu integrieren.
31. den Abschluss eines Abkommens über die Rechtsstellung der Truppen mit dem Südsudan begrüßte.
32. weiterhin in dem Thema aktiv bleiben wollte.